# Talissieu
Talissieu es una comuna francesa situada en el departamento de Ain, en la región de Auvernia-Ródano-Alpes.

## Demografía
| 351 | 343 | 317 | 317 | 401 | 402 | 446 | 436 | 499 |
| Para los censos de 1962 a 1999 la población legal corresponde a la población sin duplicidades (Fuente: INSEE [Consultar]) |     |     |     |     |     |     |     |     |